# Hathorhotep
Hathorhotep (ḥwt-ḥr(w)-ḥtp; „Hathor elégedett”) ókori egyiptomi hercegnő volt a XII. dinasztia korának végén. Egyetlen kanópuszedény-töredékről ismert, melyet Dahsúrban találtak, III. Amenemhat király piramisánál. Ez arra utal, a hercegnőt is ebbe a piramisba temették, és III. Amenemhat lánya lehetett, a töredéken ábrázolt állatfigurákat azonban lábak nélkül ábrázolták – elkerülendő, hogy megtámadják az elhunytat –, ami kizárólag III. Amenemhat korának végétől a XIII. dinasztia koráig volt jellemző, így Hathorhotep lehet egy későbbi uralkodó lánya is.

## Fordítás
- Ez a szócikk részben vagy egészben  a   Hathorhetep című német Wikipédia-szócikk ezen változatának fordításán alapul.  Az eredeti cikk szerkesztőit annak laptörténete sorolja fel. Ez a jelzés csupán a megfogalmazás eredetét és a szerzői jogokat jelzi, nem szolgál a cikkben szereplő információk forrásmegjelöléseként.